# Thiên hoàng Ōjin
Thiên hoàng Ứng Thần (応神天皇, Ōjin-tennō, "Ứng Thần Thiên hoàng"), hay thường gọi là Ōjin ōkimi là Thiên hoàng thứ 15 của Nhật Bản, theo thứ tự kế vị truyền thống. Không có ngày tháng chắc chắn về cuộc đời và triều đại của vị Thiên hoàng này. Ông được các nhà sử học coi là một "Thiên hoàng truyền thuyết" vì thiếu thông tin về ông, mà cũng không thể phủ định được việc một người như thế đã từng tồn tại. Hơn nữa, các học giả chỉ biết than thở rằng, ở thời điểm này, không có đủ các bằng chứng để nghiên cứu và thẩm tra kỹ càng hơn.

## Truyện truyền thuyết
Dường như có thể rằng ông (hay một vị tộc trưởng mà cuộc đời ông đã trở thành huyền thoại về Ōjin) bắt đầu có ảnh hưởng vào đầu thế kỷ 5.
Thụy hiệu của ông là Ōjin tenno, phiên âm Hán Việt là Ứng Thần. Tên thật của ông là Homutawake hay Hondawake (誉田別) (Dự Điền Biệt).
Người ta nói ông là vị Thiên hoàng đầu tiên trong "chính sử" Nhật Bản. Ông được tôn lên làm Hachiman Daimyōjin, được coi như người bảo vệ cho các chiến binh. Gia tộc Hata coi ông là thần bảo mệnh cho mình (Kami).
Theo Cổ sự ký (Kojiki) và Nhật Bản thư kỷ (Nihonshoki), Ōjin là con trai của Thiên hoàng Chūai và Hoàng hậu Jingū. Vì vua Chūai qua đời trước khi Ōjin sinh ra, mẹ ông, Jingū trở thành người lãnh đạo thực chất. Huyền thoại, có lẽ được viết ra sau đó, cho rằng Ōjin đã được thụ thai nhưng chưa được sinh ra khi Thiên hoàng Chūai chết. Góa phụ của ông, Jingū, sau đó bỏ ra 3 năm chinh phục vùng đất hứa, phỏng đoán rằng có thể là bán đảo Triều Tiên, nhưng câu chuyện này bị phần lớn các học giả bác bỏ vì thiếu bằng chứng. Sau khi bà trở về quần đảo Nhật Bản, đứa trẻ ra đời, ba năm sau cái chết của người cha. Cả thời kỳ 9 tháng bao gồm 3 "năm" (một vài mùa), ví dụ như 3 vụ thu hoạch, hay nguồn gốc của người cha đều chỉ là huyền thoại và mang tính biểu tượng hơn là thực tế. Vua Ōjin được sinh ra (vào năm 200 theo truyền thống, nhưng ngày tháng này không đáng tin; thực tế hơn có lẽ vào cuối những năm 300) ở Tsukushi trên đường hành quân về sau cuộc chinh phạt vùng đất hứa, và đặt cho ông cái tên Hoàng tử Hondawake. Ông trở thành Thái tử ở tuổi lên bốn. Ông lên ngôi (năm 270) vào tuổi 70 và ở ngôi 40 năm cho đến khi qua đời năm 310, mặc dù ngày tháng trị vì của ông không có một nền tảng lịch sử nào. Người ta nói ông ngự tại hai cung điện, ngày nay đều tại Osaka.
Người ta nói ông là cha của Thiên hoàng Nintoku. Sau khi ông qua đời, Nintoku lên nối ngôi.